# Johann von Wildenradt

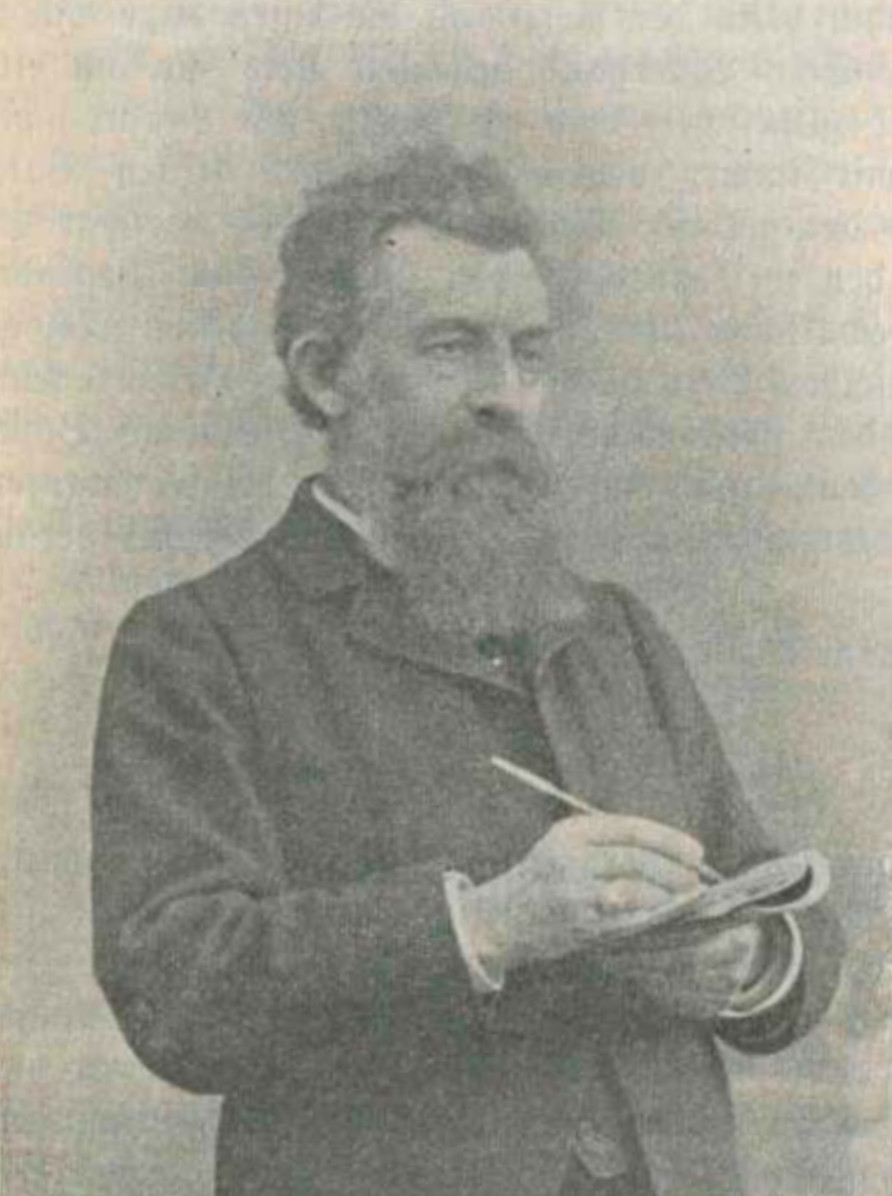
Johann von Wildenradt, um 1902

Johann Christoph Karl Georg von Wildenradt (* 3. November 1845 in Tondern; † 3. Dezember 1909 in Dortmund) war ein deutscher Schriftsteller und Redakteur. 

## Leben
Wildenradt machte zunächst in Hamburg eine Lehre als Graveur und besuchte die Schule der Patriotischen Gesellschaft. Auf der Wanderschaft zog von Wildenradt bis nach Süddeutschland und arbeitete mehrere Jahre in einer Goldwarenfabrik in Pforzheim. Nach dem Ende der Lehrzeit machte er sich jedoch nicht selbstständig, sondern wurde freier Schriftsteller. Anschließend war er Redakteur in Karlsruhe, später in Düsseldorf, wo er vier Jahre lang die „Neuesten Nachrichten“ leitete. 1902 wurde er Generalsekretär der Industrie- und Gewerbeausstellung Düsseldorf und Chefredakteur der Ausstellungszeitung. Von 1904 bis zu seinem Tod war er Chefredakteur der „Dortmunder Zeitung“.

## Werke (Auswahl)
- Fra Filippo Lippi: episches Gedicht in fünf Gesängen. Meißner, Hamburg 1878.
- Die Historia von Herrn Hartwig und der treuen Else. Meißner, Hamburg 1879.
- Der letzte Wendenkönig: romantisches Gedicht. Liebeskind, Leipzig 1882 (Digitalisat).
- Adalbert von Harras. Occo then Broek : 2 Erzählungen. Kröner, Stuttgart 1882 (Universal-Bibliothek für die Jugend; 120).
- Zwölf Balladen. Liebeskind, Leipzig 1883 (Digitalisat).
- Der Zöllner von Klausen. Historischer Roman. 2 Bde., Leipzig 1884.
- Schön-Düweke: eine Geschichte aus dem XVI. Jahrhundert. Elischer, Leipzig 1886.
- Der letzte Römer: Historischer Roman. 3 Bde. Verlag von Otto Janke, Berlin 1886.
- Joseph Nassy: Erzählung aus dem 16. Jahrhundert. Friedrich, Leipzig 1888.
- mit Max von Oberleithner: Ghitana: Oper in 4 Akten. Breitkopf und Härtel, Leipzig, ca. 1890 (Breitkopf & Härtels Textbibliothek; 273).
- Herzensrechte: Schauspiel in 5 Akten. Elischer in Comm., Leipzig 1891.
- Der Sohn der Rose: ein Märchenspiel in 3 Aufzügen. Velten, Karlsruhe 1895.
- Johann von Renys, der Kampf um die Marienburg: eine Geschichte aus der Zeit des deutschen Ordens in Preußen. Lehmann, München 1899 (Julius Lohmeyers vaterländische Jugendbücherei für Knaben und Mädchen; 1).
- Die Schiller-Festspiele in Düsseldorf. In: Bühne und Welt. Bd. 2 (1899), S. 885–892 (Digitalisat).
- Die Festaufführungen des Rheinischen Goethevereins im Stadttheater zu Düsseldorf. In: Bühne und Welt. Bd. 3 (1900/01), S. 885–891 (Digitalisat).
- mit Engelbert Humperdinck: Am Rhein („Wenn im sonnigen Herbste“). Brockhaus, Leipzig, ca. 1902
- Signelil: episches Gedicht. Hamburg 1902.
- Die Woche der Industrie-, Gewerbe- und Kunstausstellung Duesseldorf (1902). Scherl, Berlin 1902.
- Herzensrechte: Novelle. O. Janke, Berlin 1903.
- Meister Josephus: 3 Tage aus dem Leben eines Künstlers. O. Janke, Berlin 1905.
- mit Andreas Mohr: Die Eifersüchtigen: Oper in 3 Akten nach einer Idee des Cervantes. Selbstverlag, Düsseldorf ca. 1905.